# Voir un ami pleurer
"Voir un ami pleurer" is een nummer van de Belgische chansonnier Jacques Brel. Het nummer verscheen als de achtste track op zijn laatste album Les Marquises uit 1977.

## Achtergrond
"Voir an ami pleurer" (Nederlands: "een vriend zien huilen") is geschreven door Brel. Het is afkomstig van het eerste album van Brel met originele nummers sinds J'arrive uit 1968, en het laatste album dat tijdens zijn leven werd uitgebracht. Hij leed al aan de longkanker waar hij in 1978 aan zou overlijden, waardoor hij slechts een of twee nummers per dag kon opnemen.
In "Voir un ami pleurer" zingt Brel over diverse rampen in de wereld. Toch zal men meer geraakt worden door het verdriet van een goede vriend dan door slecht wereldnieuws. Het wordt gezien als het ultieme lied waarmee Brel afscheid nam.
"Voir un ami pleurer" werd nooit uitgebracht als single, maar vanwege het thema is het een van zijn bekendere liederen geworden. Ook is het vele malen gecoverd en vertaald. Zo bracht Herman van Veen een Nederlandstalige versie uit onder de titel "Een vriend zien huilen", vertaald door Willem Wilmink. Deze versie werd ook opgenomen door Liesbeth List. Enkele jaren eerder gebruikte Johan Verminnen dezelfde titel voor zijn vertaling, maar deze kende een andere tekst. Verder zijn er vertalingen in het Engels, Fries en Zweeds.

## NPO Radio 2 Top 2000
| Nummer met noteringen in de NPO Radio 2 Top 2000 | '99 | '00 | '01  | '02 | '03 | '04 | '05 | '06 | '07 | '08 | '09 | '10  | '11  | '12  | '13 | '14  | '15  | '16  | '17  | '18-'20 | '21  |
| ------------------------------------------------ | --- | --- | ---- | --- | --- | --- | --- | --- | --- | --- | --- | ---- | ---- | ---- | --- | ---- | ---- | ---- | ---- | ------- | ---- |
| Voir un ami pleurer                              | 977 | -   | 1166 | 804 | 675 | 774 | 627 | 624 | 787 | 689 | 887 | 1036 | 1045 | 1050 | 923 | 1096 | 1448 | 1889 | 1728 | -       | 1830 |

1. ↑  Een '-' betekent dat het nummer niet was genoteerd en een vetgedrukt getal geeft de hoogste notering aan.
2. ↑  Deze tabel is bijgewerkt tot en met de laatste editie (2024).